# Theroa amathynta
Theroa amathynta är en fjärilsart som beskrevs av Dyar 1919. Theroa amathynta ingår i släktet Theroa och familjen tandspinnare. Inga underarter finns listade i Catalogue of Life.